# Zamek w Chocimiu

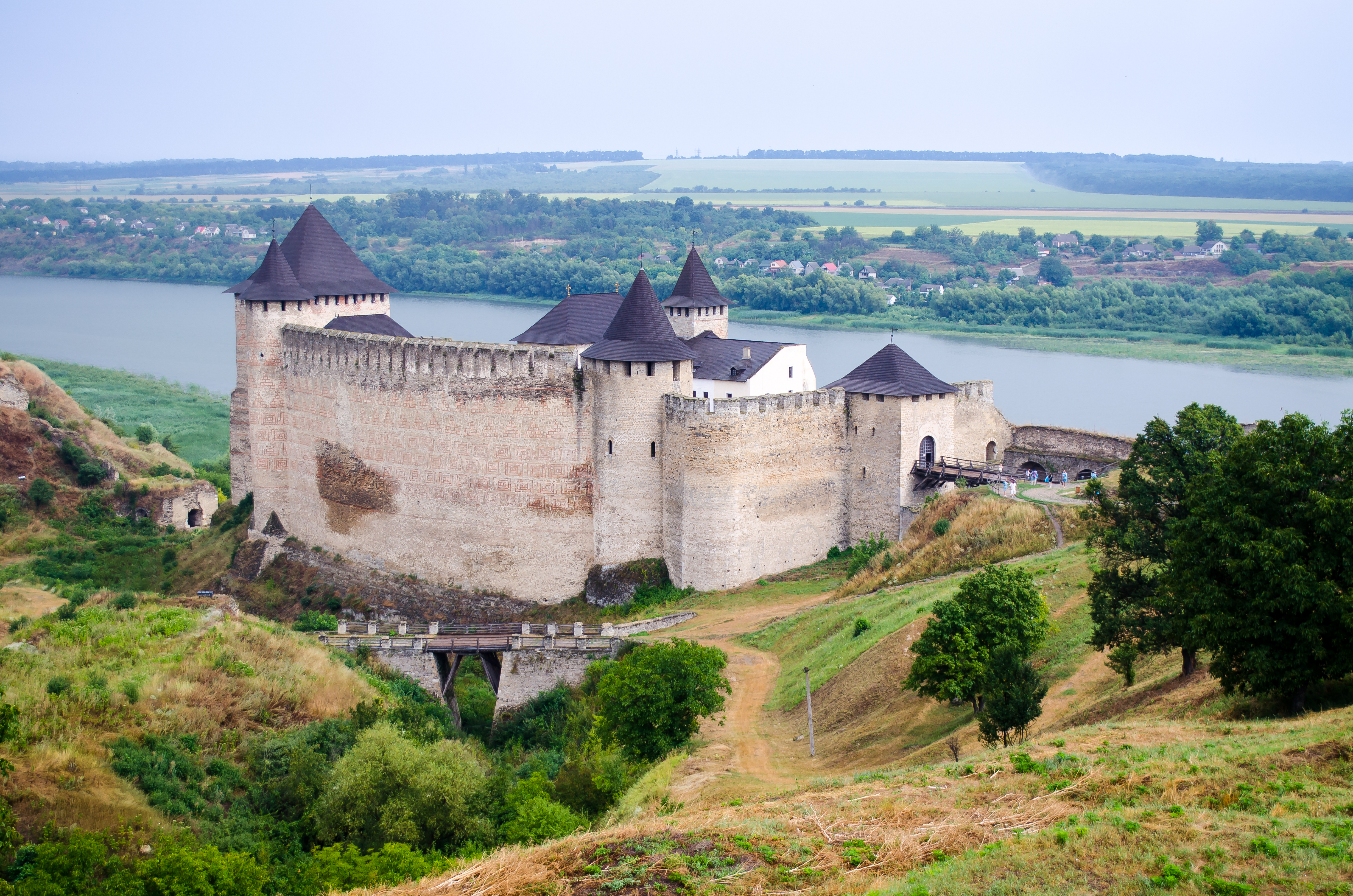
Widok zamku

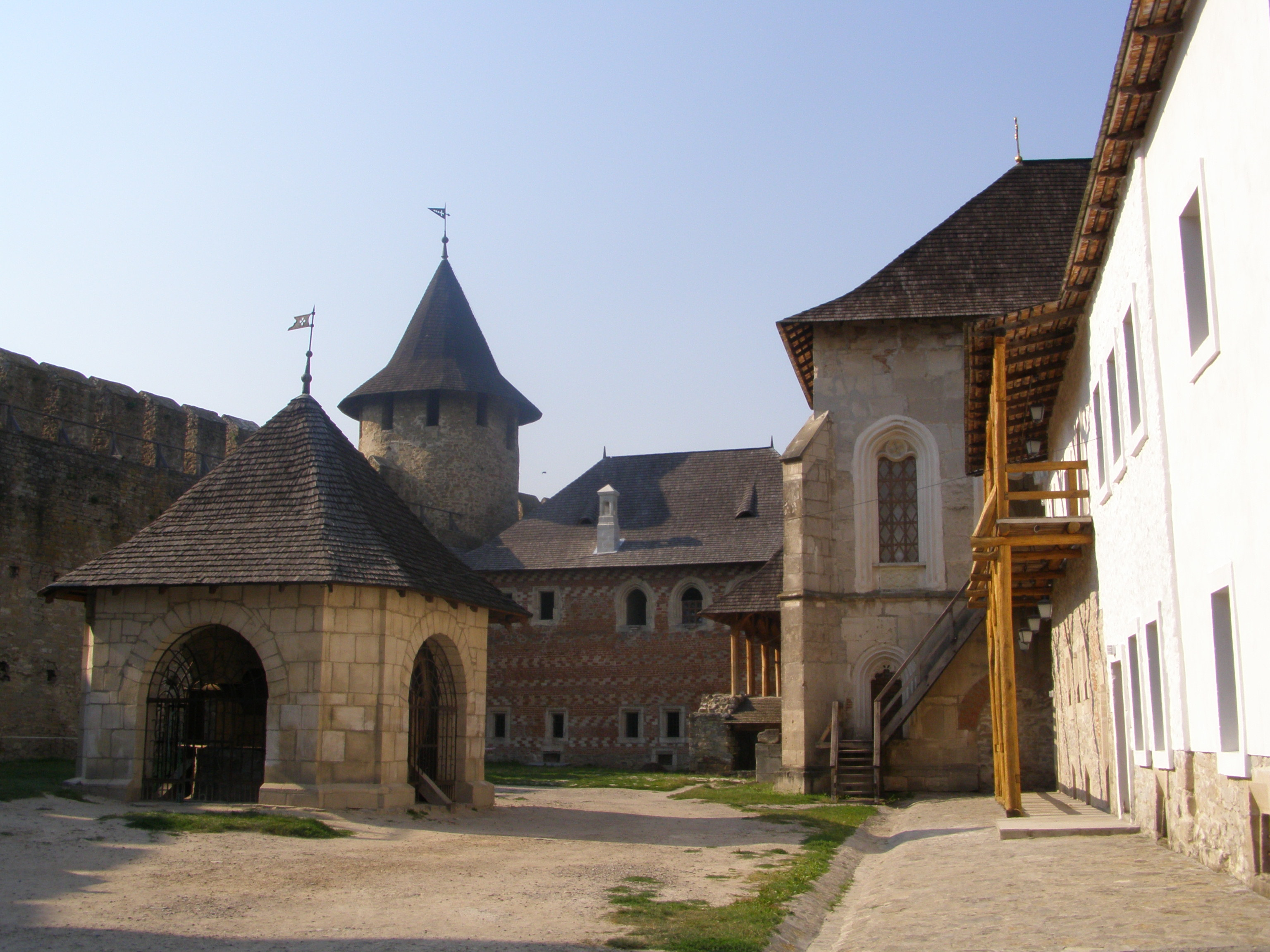
Dziedziniec zamku

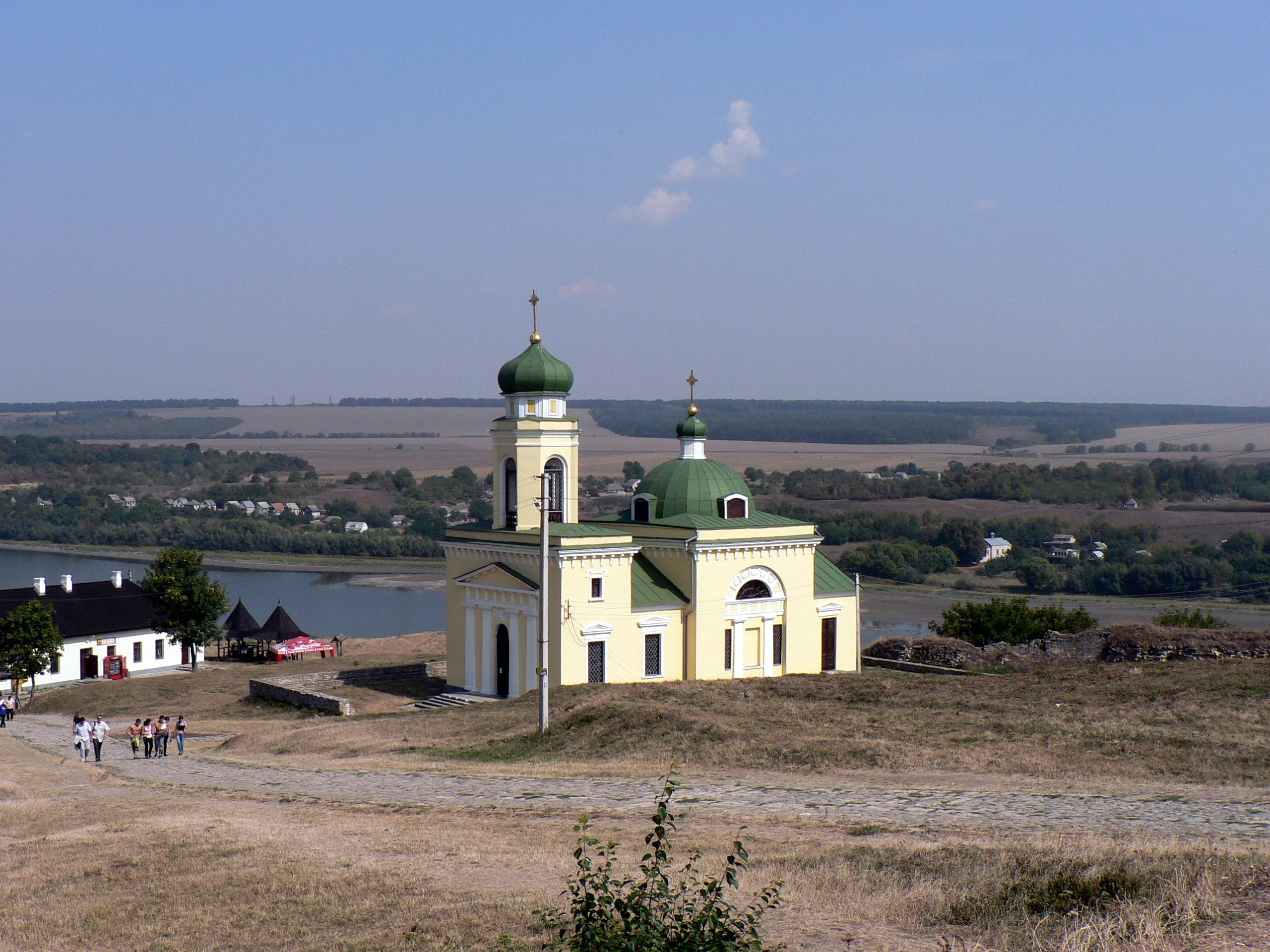
Cerkiew w pobliżu zamku

Zamek w Chocimiu (ukr. Хотинська фортеця, tur. Hotin Kalesi) – budowla obronna w Chocimiu, na Ukrainie, usytuowana na wysokim, skalistym brzegu Dniestru w obwodzie czerniowieckim. 

## Dzieje
Przypuszczalnie pod koniec XI wieku w Chocimiu istniała niewielka osada. W 1140 roku na przeciwległym, prawym brzegu Dniestru wzniesiona została drewniana forteczka należąca do Księstwa Halickiego, by w 1199 r. razem z resztą księstwa stać się częścią zjednoczonego przez Romana II Księstwa Halicko-Wołyńskiego.
W latach 1250–1264 książę Daniel Halicki i jego syn Lew rozbudowali forteczkę. Wzmocnili palisadę i wykopali głęboką fosę. W północnej części budowli wzniesiono nowe budynki.
W połowie XIV wieku resztka spalonej forteczki przejęta została przez mołdawskiego wojewodę Dragosza, lennika Królestwa Węgier.
Po 1375 roku ziemie te pozostały pod władzą Hospodarstwa Mołdawskiego, jednak dopiero za rządów  Stefana III Wielkiego kamienna forteca została znacznie rozbudowana, m.in. wzniesiono kaplicę od strony rzeki i gotycki pałac. Za jego kierunkiem powstały nowe ściany szerokie na 6 metrów i wysokie na 40 metrów, zbudowano także trzy wieże, głębokie sutereny dla żołnierzy, a dziedziniec powiększył się o 10 metrów. Od XIV do XVI wieku zamek służył jako rezydencja hospodarów – książąt mołdawskich.
W 1459 Stefan Wielki przekazał zamek Polsce, jednak wrócił w jego ręce najpóźniej w 1476 roku, gdy dzięki hospodarowi twierdza wytrzymała oblężenie armii sułtana Mehmeda II Zdobywcy. Na początku XVI wieku Mołdawia została podporządkowana Imperium Osmańskiego. Od tego czasu wewnątrz stacjonowali tureccy janczarzy obok oddziałów mołdawskich. Po włączeniu tych ziem do tureckiej strefy wpływów twierdza została ponownie rozbudowana i wzmocniona.
W 1538 roku twierdza została zdobyta przez wojska polskie hetmana Jana Tarnowskiego. Siły Rzeczypospolitej podkopały ściany fortecy i wysadziły trzy wieże od południa i część zachodniej ściany. Po zakończeniu konfliktu Mołdawianie przystąpili do przebudowy obiektu. Dawną część południową wyburzono i wzniesiono o 20-25 metrów dalej na południe pomiędzy 1540 a 1544 rokiem. Wzniesiono też nową bramę z mostem zwodzonym. W 1563 roku Dymitr Wiśniowiecki na czele pięciuset kozaków zaporoskich zdobył fortecę i utrzymywał ją przez jakiś czas. W 1572 bronił się tutaj Mikołaj Mielęcki.
W 1600 Piotr Mohyła, były władca zarówno Mołdawii i Wołoszczyzny, i jego brat Jeremi, z polskim poparciem, schronili się w fortecy przed władcą Mołdawii, Wołoszczyzny i Siedmiogrodu, Michałem Walecznym.
W 1615 polska armia na krótko znów zajęła Chocim, jednak 2 lata później zwrócono go Hospodarstwu na mocy traktatu w Buszy.
Na przełomie września i października 1621 r. armia Rzeczypospolitej Obojga Narodów pod dowództwem hetmana Jana Chodkiewicza w sile 35 tysięcy żołnierzy, wspierana przez 40 tysięcy kozaków pod wodzą Piotra Konaszewicza-Sahajdacznego, Jacka Nerodycza-Borodawki i przy znacznym wsparciu Mołdawian odniosła w bitwie pod Chocimiem zwycięstwo nad armią turecką sułtana Osmana II, liczącą około 150 000 ludzi, przy czym ośrodkiem polskiej obrony był nie zamek chocimski, a otoczony wałami i 8-kilometrowym łukiem szańców ziemnych obóz.
8 października 1621 r. Osman II podpisał traktat pokojowy w Chocimiu, kończąc tym samym dalszą ekspansję Rzeczypospolitej. Oparta na Dniestrze granica pomiędzy Koroną a Hospodarstwem Mołdawskim (wasalem Imperium Osmańskiego) została potwierdzona.
Niedługo potem sojusznik Księstw Mołdawii i Wołoszczyzny, Bohdan Chmielnicki, zajął fortecę chocimską wiosną 1650 roku na kilka miesięcy. W 1653 roku garnizon twierdzy wziął udział w bitwie pod Żwańcem. Żwaniec był położony na lewym brzegu Dniestru, wprost naprzeciw chocimskiego zamku. W listopadzie 1673 roku wojska Jana Sobieskiego zdobyły Chocim, jednak Turcy odbili go już w sierpniu następnego roku.
Sobieski zdobył twierdzę ponownie w 1684 jednak na mocy kończącego wojnę traktatu pokojowego w Karłowicach z 1699 r. twierdza chocimska pozostała pod panowaniem tureckim. W latach 1712 do 1718 z pomocą francuskich inżynierów wzniesiono nowe fortyfikacje. Chocim stał się jedną z największych fortecy w całym Imperium Osmańskim.
Twierdza została zdobyta przez Rosjan w 1739, 1769 i 1788 roku, lecz za każdym razem była zwracana Osmanom. Ostatecznie włączono ją do Imperium Rosyjskiego dopiero w 1812 r. zgodnie z postanowieniami traktatu w Bukareszcie. W czasie I wojny światowej Chocim był okupowany przez państwa centralne. W Międzywojniu miasto należało do Królestwa Rumunii, które utraciło je na rzecz ZSRR w 1940 roku. W czasie II wojny światowej Chocim ponownie znalazł się pod rumuńską kontrolą, lecz ostatecznie w 1944 r. wrócił do ZSRR. Od 1991 r. miasto i zamek znajdują się w granicach niepodległej Ukrainy.
W 2007 roku twierdza chocimska została uznana za jeden z Siedmiu Cudów Ukrainy.